# Ásta Ragnheiður Jóhannesdóttir
Ásta Ragnheiður Jóhannesdóttir (ur. 16 października 1949 w Reykjavíku) – islandzka polityk, minister spraw społecznych i zabezpieczenia społecznego (2009), przewodnicząca Althingu (2009–2013).

## Życiorys
Studiowała nauki społeczne i anglistykę na Uniwersytecie Islandzkim (1969–1973), odbyła również kilka kursów z zakresu zarządzania. Pracowała m.in. jako stewardesa, nauczycielka, urzędniczka w ministerstwie edukacji i przewodnik turystyczny. Była też zatrudniona w państwowym nadawcy radiowo-telewizyjnym RÚV.
Należała do Partii Postępu, od połowy lat 80. do połowy lat 90. wchodziła w skład jej władz centralnych. Później dołączyła do Ruchu Ludowego, z którym następnie współtworzyła ugrupowanie Sojusz. W 1987 i 1992 krótko wykonywała mandat jako zastępca poselski. W latach 1995–2013 była członkinią islandzkiego parlamentu. Od lutego do maja 2009 sprawowała urząd ministra spraw społecznych i zabezpieczenia społecznego w rządzie Jóhanny Sigurðardóttir. W latach 2009–2013 pełniła funkcję przewodniczącej Althingu.